# Gornje Gare
Gornje Gare (en serbe cyrillique : Горне Гаре) est un village de Serbie situé dans la municipalité de Crna Trava, district de Jablanica. Au recensement de 2011, il comptait 57 habitants.

## Démographie
| 1948 | 1953 | 1961 | 1971 | 1981 | 1991 | 2002 | 2011 |
| ---- | ---- | ---- | ---- | ---- | ---- | ---- | ---- |
| 706  | 626  | 585  | 561  | 393  | 164  | 80   | 57   |

|  |